# Gennadij Korban
Gennadij Vladimirovič Korban (rusky Геннадий Владимирович Корбан; * 9. února 1949 Engels, Sovětský svaz) je bývalý sovětský zápasník, reprezentant v zápase řecko-římském. V roce 1980 na olympijských hrách v Moskvě v kategorii do 82 kg vybojoval zlatou medaili. V letech 1979 a 1981 vybojoval titul mistra světa. V roce 1980 a 1981 vybojoval titul mistra Evropy.